# Вејселија
Вејселија (мкд. Вејсели, тур. Veyselli) је насеље у Северној Македонији, у југоисточном делу државе. Вејселија је насеље у оквиру општине Валандово.

## Географија
Вејселија је смештена у југоисточном делу Северне Македоније. Од најближег града, Валандова, насеље је удаљено 5 km северозападно.
Насеље Вејселија се налази у историјској области Бојмија. Насеље је положено у јужној подгорини планине Плавуш, на приближно 205 метара надморске висине. Јужно од насеља пружа се Ђевђелијско-Валандовско поље, које ствара река Вардар.
Месна клима је измењена континентална са значајним утицајем Егејског мора (жарка лета).

## Становништво
Вејселија је према последњем попису из 2002. године била без становника.
Већинско становништво у насељу били су Турци, а претежна вероисповест месног становништва ислам.